# Azerailles
Azerailles és un municipi francès situat al departament de Meurthe i Mosel·la i a la regió del Gran Est. L'any 2007 tenia 836 habitants.

## Demografia

### Població
El 2007 la població de fet d'Azerailles era de 836 persones. Hi havia 332 famílies, de les quals 88 eren unipersonals (36 homes vivint sols i 52 dones vivint soles), 116 parelles sense fills, 108 parelles amb fills i 20 famílies monoparentals amb fills.
La població ha evolucionat segons el següent gràfic:
Habitants censats

### Habitatges
El 2007 hi havia 379 habitatges, 339 eren l'habitatge principal de la família, 7 eren segones residències i 34 estaven desocupats. 309 eren cases i 69 eren apartaments. Dels 339 habitatges principals, 249 estaven ocupats pels seus propietaris, 83 estaven llogats i ocupats pels llogaters i 7 estaven cedits a títol gratuït; 1 tenia una cambra, 10 en tenien dues, 57 en tenien tres, 80 en tenien quatre i 191 en tenien cinc o més. 273 habitatges disposaven pel capbaix d'una plaça de pàrquing. A 170 habitatges hi havia un automòbil i a 140 n'hi havia dos o més.

### Piràmide de població
La piràmide de població per edats i sexe el 2009 era:
| Homes | Edats   | Dones |
| ----- | ------- | ----- |
| 0     | 95 o +  | 0     |
| 4     | 90 a 94 | 4     |
| 0     | 85 a 89 | 4     |
| 0     | 80 a 84 | 16    |
| 24    | 75 a 79 | 12    |
| 8     | 70 a 74 | 24    |
| 28    | 65 a 69 | 24    |
| 24    | 60 a 64 | 24    |
| 20    | 55 a 59 | 20    |
| 24    | 50 a 54 | 20    |
| 24    | 45 a 49 | 36    |
| 20    | 40 a 44 | 20    |
| 36    | 35 a 39 | 52    |
| 40    | 30 a 34 | 24    |
| 20    | 25 a 29 | 16    |
| 8     | 20 a 24 | 16    |
| 16    | 15 a 19 | 32    |
| 36    | 10 a 14 | 40    |
| 36    | 5 a 9   | 36    |
| 28    | 0 a 4   | 16    |

## Economia
El 2007 la població en edat de treballar era de 536 persones, 377 eren actives i 159 eren inactives. De les 377 persones actives 336 estaven ocupades (179 homes i 157 dones) i 42 estaven aturades (19 homes i 23 dones). De les 159 persones inactives 50 estaven jubilades, 69 estaven estudiant i 40 estaven classificades com a «altres inactius».

### Ingressos
El 2009 a Azerailles hi havia 331 unitats fiscals que integraven 852,5 persones, la mediana anual d'ingressos fiscals per persona era de 16.078 €.

### Activitats econòmiques
Dels 38 establiments que hi havia el 2007, 1 era d'una empresa extractiva, 3 d'empreses alimentàries, 1 d'una empresa de fabricació de material elèctric, 4 d'empreses de construcció, 8 d'empreses de comerç i reparació d'automòbils, 7 d'empreses de transport, 2 d'empreses d'hostatgeria i restauració, 1 d'una empresa financera, 3 d'empreses immobiliàries, 3 d'empreses de serveis i 5 d'entitats de l'administració pública.
Dels 7 establiments de servei als particulars que hi havia el 2009, 1 era una oficina de correu, 1 taller de reparació d'automòbils i de material agrícola, 1 guixaire pintor, 1 fusteria, 1 lampisteria i 2 agències immobiliàries.
Dels 2 establiments comercials que hi havia el 2009, 1 era una botiga de menys de 120 m² i 1 una fleca.
L'any 2000 a Azerailles hi havia 9 explotacions agrícoles.

## Equipaments sanitaris i escolars
L'únic equipament sanitari que hi havia el 2009 era una farmàcia.
El 2009 hi havia una escola elemental.

## Poblacions més properes
El següent diagrama mostra les poblacions més properes.